# Apple II Plus
Apple II Plus (иногда обозначается как Apple ][+ или Apple //+) — домашний компьютер, выпущенный компанией Apple Computer, Inc. в июне 1979 года . Это был преемник оригинального компьютера Apple II, выпущенного в 1977 году. Apple II Plus был обновлённой версией Apple II, с более мощной системой и расширенными возможностями. Компьютер был снят с производства в декабре 1982 года после выпуска новых моделей — Apple III и Apple IIe.
В отличие от оригинального Apple II, Apple II Plus включал в себя язык программирования Applesoft BASIC в ROM, который был разработан компанией Microsoft и обеспечивал поддержку вещественных чисел и другие математические функции.
Apple II Plus имел 48 КБ ОЗУ, расширяемое до 64 КБ с помощью карты расширения language card, вставляемой в слот 0. Микропроцессор 6502 поддерживал максимум 64 КБ памяти, и машина с 48 КБ ОЗУ достигала этого предела, используя оставшиеся 16 КБ под ПЗУ и адреса ввода-вывода. Поэтому дополнительная память на language card включалась вместо встроенного ПЗУ, позволяя использовать код, загруженный в дополнительную память так, как если бы этот код был в стандартном ПЗУ. Пользователи могли загружать код Integer BASIC на language card и переключаться между двумя диалектами Бейсика вызовом команд Apple DOS INT и FP точно так же, как если бы на компьютере стояла карта расширения ПЗУ. Language card также требовалась для работы компиляторов UCSD Pascal и FORTRAN 77, выпущенных Apple примерно в то же время. Они работали под своей операционной системой: — UCSD p-System, которая имела собственный формат диска и содержала «виртуальную машину», что позволяло работать на различных платформах.